# 태흥초등학교
태흥초등학교는 대한민국 제주특별자치도 서귀포시 남원읍 태흥리에 있는 공립 초등학교이다.

## 학교 연혁
- 1946년	9월 1일 태흥초등학교 설립인가(3학급)
- 1947년	3월 2일 태흥초등학교 개교
- 1948년	11월 28일 4.3사건으로 교사 전소
- 1949년	9월 1일 6학급 편성
- 1970년	3월 1일 12학급 편성
- 1981년	2월 4일 병설유치원 인가
- 1981년	3월 10일 병설유치원 개원(1학급)
- 1982년	11월 19일 서귀포교육청 지정 음악과제 시범 운영 보고
- 1983년	3월 1일 13학급 편성
- 1987년	10월 2일 급식소 낙성 및 개소식
- 1989년	10월 1일 체육부지정 학교급식시범운영보고
- 1995년	12월 12일 유치원 1실 개축
- 1996년	12월 27일 학교 교육 평가 종합 우수학교
- 1997년	2월 25일 4개 교실 및 화장실, 관리실 개축
- 1997년	3월 25일 제주도교육청지정 시범 유치원
- 1997년	12월 29일 10개 교실 개축
- 1999년	3월 1일 6학급편성
- 2008년	2월 10일 월계수 도서관 현대화 시설
- 2008년	12월 31일 영어체험실 설치
- 2009년	2월 8일 다목적실 준공 및 유치원교실 증축
- 2009년	2월 27일 방송실 현대화 시설
- 2012년	2월 29일 장애인 편의시설 및 Wee Class 시설
- 2014년	3월 1일 해양수산부 요청 도지정 해양교육 연구학교 운영
- 2017년	2월 10일 제68회 졸업, 졸업생 13명(총 3,838명)
- 2017년	3월 1일 김선홍 교장 부임
- 2017년 8월 1일 대통령기 제37회 국민독서경진대회 학교단위 전국장려상
- 2017년 8월 1일 체육관건립 및 학교살리기추진위원회 창립
- 2017년 9월 1일 제11회 교육감배 전도학교스포츠클럽 족구대회 3위
- 2018년 1월 8일 제 69회 7명 졸업(총 3,845명)

## 참고 자료
- 태흥초등학교 - 한국교육학술정보원 학교알리미